# Lankesteria (alvéolé)
Genre
Synonymes
- Cytomorpha Mingazzini, 1891
- Pleurozyga Mingazzini, 1891

Lankesteria est un genre de micro-organismes, faisant partie des apicomplexés (Apicomplexa).
Les espèces sont des parasites des cellules des invertébrés.

## Espèces
- Lankesteria abbotti
- Lankesteria acutissima
- Lankesteria amaroucii
- Lankesteria aplidii
- Lankesteria ascidiae
- Lankesteria ascidiellae
- Lankesteria botrylli
- Lankesteria clavellinae
- Lankesteria cystodytae
- Lankesteria diaphanis
- Lankesteria diazonae
- Lankesteria distapliae
- Lankesteria euherdmaniae
- Lankesteria giardi
- Lankesteria gigantea
- Lankesteria globosa
- Lankesteria gracilis
- Lankesteria gyriniformis
- Lankesteria maculata
- Lankesteria molgulidarum
- Lankesteria monstrosa
- Lankesteria montereyensis
- Lankesteria morchellii
- Lankesteria ormieresi
- Lankesteria parascidiae
- Lankesteria perophoropsis
- Lankesteria pescaderoensis
- Lankesteria pittendrighi
- Lankesteria psammii
- Lankesteria ritterellae
- Lankesteria ritterii
- Lankesteria siedleckii
- Lankesteria striata
- Lankesteria styelae
- Lankesteria synoici
- Lankesteria tethyi
- Lankesteria tuzetae
- Lankesteria zonata